# Il regalo di nozze
Il regalo di nozze, conosciuto anche nella versione di Franco Latini e Carlo Croccolo come Regalo d'onore (Me and My Pal in inglese), è un cortometraggio del 1933 diretto da Charley Rogers con Stanlio e Ollio.

## Trama
Ollio deve sposarsi e Stanlio, rincasato dopo aver procurato le fedi ed il sacchetto di riso, gli fa un ulteriore regalo di nozze: un puzzle. Sfortunatamente quello è un gioco di pazienza che attira l'attenzione di tutti, prima di Stanlio, in parte lo stesso Ollio, poi del tassista che doveva condurre i due alla villa della sposa, poi del maggiordomo, poi di un poliziotto e di un postino giunto per la consegna di un importantissimo ed urgentissimo telegramma per Ollio, rimasto però in mano a Stanlio.

Stanlio, invece di aver mandato per ordinazione un bouquet per la sposa, ha mandato una corona commemorativa ed il padre della sposa, il magnate Peter Cucumber, va su tutte le furie e si reca a casa di Ollio. 

Nel frattempo a casa di Ollio il puzzle è quasi finito, manca un solo tassello, che risulta introvabile. In breve tempo si scatena una rissa che si conclude con l'irruzione della polizia che porta all'arresto di tutti, esclusi Stanlio ed Ollio poiché nascostisi.

Alla fine Stanlio trova l'ultimo pezzo del puzzle ormai distrutto dal caos che si è scatenato in casa e comincia a rifarlo da zero. Ollio infuriato con Stanlio, per avergli regalato un gioco simile, per avergli fatto perdere il matrimonio e per non avergli riferito tempestivamente la comunicazione del telegramma con conseguente fallimento della sua compagnia, perde del tutto le staffe e lo sbatte fuori di casa.

## Produzione
Questo cortometraggio venne girato in gran parte presso gli Hal Roach Studios, mentre per le scene del fronte-casa di Ollio fu scelto il 2115 Wellington Road di Los Angeles.

## Prima versione italiana
La prima giunta di questo cortometraggio sugli schermi italiani risale al 1947, col doppiaggio di Zambuto e Sordi, incorporata nel film di montaggio Via Convento, contenente di fila i corti Me and My Pal, Scram!, Hog wild e One good turn; sempre nel primo doppiaggio italiano, al personaggio interpretato da James Finlayson gli venne attribuito il nome italianizzato Pietro Cocomero.
I dialoghi sono in parte cambiati dall'originale, per far avere una continuità logica tra le varie comiche legate tra loro. Ollio è in procinto di sposarsi la figlia di un magnate, ma per colpa di Stanlio il matrimonio va a monte. I due finiscono sul lastrico, e di conseguenza in prigione (nella seconda comica). Nell'ultima comica Finlayson riappare nelle vesti della prima comica  il quale è attore teatrale, che impersona un crudele strozzino che vuole cacciare di casa un'anziana signora (Mary Carr).
Nel secondo doppiaggio RAI di Croccolo e Latini,  i dialoghi sono mantenuti fedeli agli originali. Il commento musicale è di Franco Potenza.

## Citazioni
- Gli allegri legionari, montaggio del 1967 includente anche i cortometraggi I due legionari, La scala musicale e Un salvataggio pericoloso.
- Via Convento, montaggio del 1947, includente dopo questa le pellicole di Ospiti inattesi e Andiamo a lavorare.